# 葉戈爾·克里德
葉戈爾·尼古拉耶維奇·布拉特金（羅馬化：Yegor Nikolayevich Bulatkin；1994年6月25日—），以藝名葉戈爾·克里德（俄语：Егор Крид）為人熟知，是一位俄羅斯饒舌歌手兼創作歌手。他曾與其他俄羅斯藝人合作，諸如提馬堤和紐莎。

## 生平
葉格爾·布籟金出生於俄羅斯奔薩，他的父親尼可萊·布籟金在一間堅果加工公司工作，姊姊寶林娜·菲絲是在美國工作的歌手兼演員。葉格爾年少時就對嘻哈音樂感興趣，後來為了自己的事業搬到莫斯科定居。

## 音樂生涯
2011年，葉格爾在YouTube上載了自己的第一支音樂影片（網路之愛），當影片獲得一百萬觀看次數之後，他開始漸漸於網路走紅。2012年4月，與 Black Star Inc. 公司簽約，正式成為其旗下藝人。2014年，發行單曲（最迷人最迷人），此曲大受歡迎，在音樂排行榜獨佔鰲頭，這首歌於YouTube上的音樂影片也在當時獲得八千萬觀看次數。隨後在2015年4月2日推出首張個人錄音室專輯（單身漢），主打曲（新娘）。

## 唱片

### 個人專輯
- 2015 — （單身漢）
- 2017 — （他們知道什麼？）

### 單曲
| 曲名                   | 發行日期       |
| ---------------------- | -------------- |
|                        | 2011年         |
|                        | 2012年11月30日 |
|                        | 2012年         |
|                        | 2012年         |
|                        | 2013年3月25日  |
| ( 亞力克賽·沃羅畢耶夫) | 2013年9月12日  |
|                        | 2013年10月25日 |
|                        | 2013年10月29日 |
| ( 漢娜)                | 2014年4月15日  |
|                        | 2014年4月24日  |
|                        | 2015年1月27日  |
|                        | 2015年2月11日  |
|                        | 2015年6月17日  |
|                        | 2016           |
|                        | 2018           |

## 外部連結
- 官方网站 （俄文）
- 葉戈爾·克里德的Facebook專頁
- YouTube上的葉戈爾·克里德頻道